# Pibaoré
Pibaore là một tổng thuộc  tỉnh Sanmatenga ở miền trung Burkina Faso. Dân số năm 2006 là 28.574 người. Thủ phủ là thị xã Pibaore.

## Các thị xã và làng xã
Bagadogo, Boalin, Foulba, Gandi, Kaogo, Kaonguin-Sanrgo, Lado-Peulh, Lahagui, Mastenga, Nabdogo, Nabi-Sanrgo, Niangré-Tansoba, Niniongo, Ouala, Oualogotenga, Ouédéguin, Péotenga, Soussé-Sanrgo, Tanyoko-Mossi, Tanyoko-Peulh, Vowogdo và Zoamba.